# Tomasz Ścigaczewski
Tomasz Ścigaczewski (* 18. November 1978 in Zgierz) ist ein ehemaliger polnischer Leichtathlet, der sich auf den 110-Meter-Hürdenlauf spezialisiert hat. Seinen größten sportlichen Erfolg feierte er mit dem Gewinn der Silbermedaille über 60 m Hürden bei den Halleneuropameisterschaften 1998 in Valencia.

## Sportliche Laufbahn
Erste internationale Erfahrungen sammelte Tomasz Ścigaczewski bei den Europäischen Olympischen Jugendtagen 1995 in Bath, bei denen er in 13,67 s die Goldmedaille über 110 m Hürden gewann. Anschließend gewann er bei den Junioreneuropameisterschaften in Nyíregyháza in 14,18 s die Bronzemedaille. Im Jahr darauf gewann er bei den Juniorenweltmeisterschaften in Sydney in 13,88 s die Silbermedaille und 1997 siegte er in 13,55 s bei den Junioreneuropameisterschaften in Ljubljana. Kurz darauf schied er bei den Weltmeisterschaften in Athen mit 13,73 s im Viertelfinale aus. Im Jahr darauf gewann er bei den Halleneuropameisterschaften in Valencia in 7,56 s die Silbermedaille im 60-Meter-Hürdenlauf hinter dem Letten Igors Kazanovs und 1999 belegte er bei den Hallenweltmeisterschaften in Maebashi in 7,52 s den fünften Platz. Im August siegte er in 13,36 s über 110 m Hürden bei den U23-Europameisterschaften in Göteborg, ehe er bei den Weltmeisterschaften in Sevilla mit 13,54 s im Viertelfinale ausschied. Im Jahr darauf gewann er bei den Halleneuropameisterschaften in Gent in 7,56 s die Bronzemedaille über 60 m Hürden hinter dem Letten Staņislavs Olijars und Tony Jarrett aus dem Vereinigten Königreich. Im September erreichte er bei den Olympischen Sommerspielen in Sydney das Halbfinale über 110 m Hürden und schied dort mit 13,51 s aus. Bis 2007 bestritt er vor allem noch Wettkämpfe auf nationaler Ebene, ehe er seine aktive Laufbahn im Alter von 29 Jahren beendete.
In den Jahren 1998 und 1999 sowie 2004, 2005 und 2007 wurde Ścigaczewski polnischer Meister im 110-Meter-Hürdenlauf. Zudem wurde er 1999 und 2000 sowie von 2004 bis 2007 Hallenmeister über 60 m Hürden.

## Persönliche Bestzeiten
- 110 m Hürden: 13,0 s (+0,4 m/s), 28. Juni 1998 in Breslau
  - 60 m Hürden (Halle): 7,51 s, 5. März 1999 in Maebashi